# Millettia sacleuxii
Millettia sacleuxii é uma espécie vegetal da família Fabaceae.
Apenas pode ser encontrada na Tanzânia.